# Victor Lindberg
Victor Lindberg (ur. 26 lipca 1875 w Varoka na Fidżi, zm. 28 kwietnia 1951 w Auckland) – nowozelandzki piłkarz wodny, złoty medalista Letnich Igrzysk Olimpijskich 1900 w Paryżu.
Urodzony na Fidżi, pochodzenia szwedzko-irlandzkiego, którego rodzice przenieśli się do Nowej Zelandii, gdy był młody. Przyjechał do Londynu w 1900, krótko przed igrzyskami i dołączył do klubu Osborne Swimming Club.
Według obecnych źródeł podczas igrzysk olimpijskich w Paryżu zdobył złoty medal w turnieju piłki wodnej z drużyną Osborne Swimming Club. Oficjalny raport olimpijski nie uwzględnia Lindberga w składzie drużyny, jednak zawiera m.in. Williama Listera, który prawdopodobnie zmarł przed rozpoczęciem igrzysk.